# البرت سرا (بازیکن فوتبال)
البرت سرا (انگلیسی: Albert Serra؛ زادهٔ ۶ اکتبر ۱۹۷۸) بازیکن فوتبال اهل اسپانیا است.
از باشگاه‌هایی که در آن بازی کرده‌است می‌توان به باشگاه فوتبال ژیرونا و باشگاه فوتبال لوانته اشاره کرد.